# Dong Zijian
Dong Zijian (chino simplificado: 董子健), es un actor y productor chino.

## Biografía
Es hijo del actor Dong Zhi Hua y Wang Jing Hua, una mánager de artistas.
En el 2014 se unió a la Academia Central de Drama (inglés: "Central Academy of Drama").
Es buen amigo del actor chino Yang Shuo.
Comenzó a salir con la actriz china Sun Yi, la pareja anunció su compromiso en mayo del 2017 y ese mismo año se casaron. En septiembre del mismo año le dieron la bienvenida a su primera hija juntos Dong Dafu.

## Carrera
El 28 de julio del 2018 apareció en la película The Founding of an Army donde dio vida a Deng Xiaoping, un político chino y máximo líder de la República Popular China.
El 12 de diciembre del mismo año apareció como invitado en el programa Happy Camp junto a Dilraba Dilmurat, Karry Wang y Lee Hong-chi.
El 10 de diciembre del 2018 se unió al elenco principal de la primera temporada de la serie Like a Flowing River (大江大河) donde interpretó a Yang Xun, un hombre que trabaja por su propia cuenta, que buscaba todas las oportunidades de negocios que se le presentaban pero que terminan en fracasos, antes de lograr su propio negocio, hasta el final de la temporada el 4 de enero del 2019.
En el 2020 se unirá al elenco principal de la segunda temporada de la serie Like a Flowing River 2 donde volverá a dar vida a Yang Xun.
Ese mismo año se unirá al elenco de la serie Little Doctor (小大夫) donde interpretará a Guo Jing.
En el 2021 se unirá al elenco de la película Assassin in Red donde dará vida a un novelista cuya vida está en peligró luego de que una misteriosa mujer (Yang Mi) contratará a un padre (Lei Jiayin) para matarlo.
Ese mismo año se unirá al elenco principal de la serie Light on Series: Who is the Murderer (también conocida como "Who is Murderer").

## Filmografía

### Películas
| Año  | Título                              | Personaje     | Notas                                                                                         |
| ---- | ----------------------------------- | ------------- | --------------------------------------------------------------------------------------------- |
| 2021 | Ci sha xiao shuo jia                | -             | junto a Lei Jiayin, Yang Mi, Yu Hewei y Guo Jingfei                                           |
| 2020 | My People, My Homeland              | Dong Kexue    | junto a Deng Chao, Yang Zi, Li Yifeng, Karry Wang, Li Chen, Wang Ziwen y Liu Haoran           |
| 2019 | The Youthful China in the Headlines | -             | (corto) - junto a Zhu Yilong, Wan Qian, Bai Jingting, Chen Xingxu y Zhou Dongyu               |
| 2018 | Ash Is Purest White                 | -             | junto a Zhao Tao, Liao Fan, Feng Xiaogang, Xu Zheng y Zhang Yibai                             |
| 2018 | Dude's Manual                       | He Xiaoyang   | junto a Zhong Chuxi y Candy Yang                                                              |
| 2017 | Namiya                              | Ah Jie        | junto a Dilraba Dilmurat, Jackie Chan, Karry Wang, Lee Hong-chi, Qin Hao y Hao Lei            |
| 2017 | The Founding of an Army             | Deng Xiaoping | junto a Liu Ye, Ma Tianyu, Zhu Yawen, Oho Ou, Liu Haoran, Li Yifeng, Chen Xiao, Li Xian y Lay |
| 2017 | Duckweed                            | Xiao Ma       | junto a Deng Chao, Eddie Peng, Zhao Liying, Zack Gao y Zhang Benyu                            |
| 2017 | Young Love Lost                     | Lu Xiaolu     | junto a Vivien Li y Yang Hao Yu                                                               |
| 2016 | Hide and Seek                       | Novio de Lulu |                                                                                               |
| 2016 | At Cafe 6                           | Guan Min-lü   | junto a Cherry Ngan, Lin Bohong, Ouyang Nini, Song Yiren y Frankie Huang                      |
| 2015 | De Lan                              | Xiao Wang     | junto a De Ji                                                                                 |
| 2015 | Mountains May Depart                | Zhang Dao Le  | junto a Zhao Tao, Zhang Yi, Liang Jingdong y Sylvia Chang                                     |
| 2015 | The Ark of Mr. Chow                 | Wu Wei        | junto a Sun Honglei, Zhou Dongyu, Wang Yuexin y Zhao Lixin                                    |
| 2014 | Bunshinsaba 3                       | Zi Jian       | junto a Jiang Yiyan, Jiao Junyan, Wang Longhua y Xu Ang                                       |
| 2013 | Young Style                         | Ju Ran        | junto a Yuexi An, Qin Hailu y Qie Lu Tong                                                     |

### Series de televisión
| Año             | Título                               | Personaje | Notas        |
| --------------- | ------------------------------------ | --------- | ------------ |
| 2021 - presente | Light on Series: Who is the Murderer | -         |              |
| 2020 - presente | Little Doctor                        | Guo Jing  |              |
| 2020 - presente | Like a Flowing River 2               | Yang Xun  |              |
| 2018 - 2019     | Like a Flowing River                 | Yang Xun  | 47 episodios |

### Programas de variedades
| Año                    | Programa                        | Notas                               |
| ---------------------- | ------------------------------- | ----------------------------------- |
| 2021                   | Go Shoot (接招吧！前辈)         | (ep. #2) - invitado                 |
| 2021                   | Ace vs Ace                      | invitado                            |
| 2017, 2018, 2019, 2021 | Happy Camp                      | 5 episodios - invitado              |
| 2017, 2018             | Give Me Five (高能少年团第二季) | 19 episodios - invitado             |
| 2017                   | Back to Field S1 (向往的生活)   | 2 episodios - (ep. #7-8) - invitado |
| 2016                   | 大学生来了                      | invitado                            |
| 2015                   | 报告！教练                      | invitado                            |
| 2013                   | Day Day Up (天天向上)           | invitado                            |

### Productor
| Año  | Título                       | Notas        |
| ---- | ---------------------------- | ------------ |
| 2015 | Monster Hunt (捉妖记)        | co-productor |
| 2014 | Young Love Lost (少年巴比伦) |              |

### Endorsos
| Año   | Título                    | Notas    |
| ----- | ------------------------- | -------- |
| 2021- | Weltmeister Electric Cars | Portavoz |

### Revistas / sesiones fotográficas
| Año  | Título                             | Notas                    |
| ---- | ---------------------------------- | ------------------------ |
| 2020 | The NY Times Travel Magazine China | (publicación de febrero) |
| 2017 | Marie Claire                       | junto a Sun Yi           |
| 2016 | 城市画报杂                         |                          |
| 2015 | 星贩                               |                          |
| 2015 | Life Style (精品购物指南)          |                          |

## Discografía

### Sencillos
| Año  | Canción       | Álbum | Notas                                                                              |
| ---- | ------------- | ----- | ---------------------------------------------------------------------------------- |
| 2019 | Starry Oceans | -     | junto a Jackson Yee, Zhou Dongyu, Karry Wang, Liu Haoran, Arthur Chen y Xu Weizhou |

## Premios y nominaciones
| Año  | Categoría          | Premio                                    | Trabajo              | Resultado |
| ---- | ------------------ | ----------------------------------------- | -------------------- | --------- |
| 2017 | Best Actor         | Beijing College Student Film Festival     | De Lan               | Nominado  |
| 2015 | Best Actor         | Golden Horse Film Festival and Award      | De Lan               | Nominado  |
| 2015 | Best Actor         | 2015 Cannes Film Festival                 | Mountains May Depart | Nominado  |
| 2015 | Best New Performer | Golden Phoenix Award                      | Young Style          | Ganó      |
| 2014 | Best New Performer | Chinese Film Media Award                  | Young Style          | Nominado  |
| 2014 | Best Actor         | Changchun Film Festival                   | Young Style          | Nominado  |
| 2014 | Best New Performer | Beijing College Student Film Festival     | Young Style          | Ganó      |
| 2013 | Best New Performer | Golden Horse Film Festival and Award      | Young Style          | Nominado  |
| 2013 | Best New Actor     | Chinese Young Generation Film Forum Award | Young Style          | Ganó      |
| 2013 | Best Actor         | China Movie Channel Media Award           | Young Style          | Ganó      |